# Mikrostruktura (leksykografia)
Mikrostruktura – budowa, wewnętrzna struktura artykułu hasłowego w słownikach. 
W słowniku jednojęzycznym mikrostruktura może zawierać: wyjaśnienie znaczenia (często w formie definicji semantycznej) wyrazu hasłowego, konteksty użycia (albo autentyczne, pochodzące z określonych źródeł albo sztuczne – utworzone przez autora słownika), w tym kolokacje, związki frazeologiczne; informacje gramatyczne (przy hasłach rzeczownikowych często: forma fleksyjna dopełniacza liczby pojedynczej i mianownika liczby mnogiej), transkrypcja fonetyczna i informacje etymologiczne (głównie przy wyrazach obcych), kwalifikatory, glosy. 
W słowniku dwujęzycznym zamiast definicji semantycznej są ekwiwalenty jako odpowiedniki semantyczne w języku docelowym do haseł (język wyjściowy).
Według Herberta Ernsta Wieganda (1989) na każdą mikrostrukturę słownikową składają się dwa elementy: 1) komentarz formalny (mogą to być informacje o formie graficznej, gramatycznej, fonetycznej hasła), 2) komentarz semantyczny (informacje o znaczeniu hasła, kwalifikatory, kolokacje, ekwiwalenty, frazeologizmy, przykłady użycia itp.). 